# Fredrik Horn
Fredrik Horn (Oslo, 8 juni 1916 – aldaar, 18 november 1997) was een Noors voetballer die gedurende zijn carrière als verdediger speelde voor FC Lyn Oslo. Hij overleed op 81-jarige leeftijd in zijn geboorteplaats Oslo.

## Interlandcarrière
Fredrik Horn, bijgenaamd Fingen,  won met het Noors voetbalelftal de bronzen medaille op de Olympische Zomerspelen 1936 in Berlijn, Duitsland, hoewel hij alleen meespeelde in het duel tegen Turkije (4-0). In de troostfinale won de ploeg onder leiding van bondscoach Asbjørn Halvorsen met 3-2 van Polen dankzij drie treffers van Horns clubgenoot Arne Brustad. In totaal speelde Horn twee interlands voor zijn vaderland, beide in 1936.